# 대한항공 YS-11기 납북 사건
대한항공 YS-11기 납북 사건(영어: Korean Air Lines YS-11 hijacking)은 1969년 12월 11일 대한항공의 YS-11 여객기가 북한의 지령을 받은 헌병 출신 고정간첩에 의해 공중 납치돼 함흥시 인근의 선덕비행장에 강제 착륙한 사건이다.

## 사건의 진행
1969년 12월 11일 오후 12시 25분경 승객 47명과 승무원 4명을 태우고 강릉을 출발하여 서울로 향하던 대한항공의 YS-11 국내선 쌍발 여객기는 이륙한 지 10여분 후에 강원도 대관령(평창군, 강릉시) 일대 상공에서 승객으로 위장하여 타고 있던 간첩 조창희에 의해 공중 납치되어 오후 1시 18분경 북한의 선덕비행장에 강제 착륙했다.
사건 발생 후 약 30시간 뒤에 평양방송은 KAL YS-11기가 조종사 2명인 유병하 기장과 최석만 부기장의 자진 입북에 의해 북한에 도착했다고 보도했고 이후 12월 22일 유엔사가 요청한 '군사정전위원회 비서장회의'가 판문점에서 열려 납북된 사람들과 여객기 기체의 송환을 요구했지만 북한은 UN군이 개입할 사안이 아니라며 거부하였다.
대한민국은 일본 적십자사 및 국제적십자위원회의 도움을 받아 북한과의 협상을 성사시키려 하였지만 북한은 이에 응하지 않았고 사건 이후 대한민국 각지에서 북한을 규탄하는 시위가 벌어졌으며 12개국 주요 항공사에서 이 사건에 대해 규탄한다고 밝히기도 하였다.
그러자 북한은 1970년 2월 5일 납북자들을 송환하겠다고 공표했으나 이 중 승무원(조종사 2명 등 총 4명)과 승객 8명(범인 조창희 포함)은 송환을 하지 않겠다고 밝혔고 대한민국 정부는 전원 송환을 요구하며 송환 협상을 벌였으나 결국 2월 14일 판문점을 통해서 승객 39명만 송환받고 사건이 종결되었다.
이 사건 이후 대한민국 정부에서는 국무회의 의결로 '항공기 탑승객에 대한 검문검색 강화', '공항 직원에 대한 사법권 부여', '민간항공기 승무원들의 무기 휴대 허용', '항공기 승객의 익명 및 타인 명의의 사용 금지' 등의 한층 강화된 항공기 보안 대책을 수립했으며 2001년 2월에는 송환되지 못한 승무원 중 한 명이었던 성경희가 제3차 이산가족 방북단으로 평양을 방문한 자신의 어머니를 만나기도 하였다.

## 수사 결과
1970년 2월 15일 중앙정보부와 치안국은 육군 헌병 준위로 제대한 후 북과 접선한 조창희가 '한창기'라는 가명을 사용해 대한민국에서 고정 간첩 활동을 하다가 북한의 지령을 받고 항공기 납치 월북을 계획했으며 승객으로 비행기 앞쪽 좌석에 앉아있다가 이륙한 지 약 10분 후 조종사를 권총으로 위협해 납북했다는 사실이 드러났다고 발표했는데 이는 송환된 피랍자들에 대한 조사 결과 밝혀졌다.
대한민국 내무부 치안국은 사건 직후인 1969년 12월 15일 탑승자들의 가정 환경과 과거 행적에 관한 기관의 신상조사 특히 이른바 '용공' 사찰 등을 취합한 후 북한 방송이 '조종사 유병하가 납북을 주도했다'고 밝힌 것과는 달리 '승객 중 강릉에서 병원을 운영하던 서울대 의대 출신 채헌덕'이 범인이라며 '그가 오랜 기간 치밀한 계획으로 조창희와 부조종사 최석만을 포섭해 여객기를 납북시켰다'고 발표했다. 
그러나 이는 제대로 된 수사가 이뤄지지 않은 채 월남민 출신이고 북에 가족이 있어서 기관에 연행된 적이 있는 공군 군의관 출신 채씨를 주모자로 몰고 다른 2명의 군출신자를 엮어 짜맞추기로 억지 소설을 쓴 엉터리 발표였고 1970년 2월 15일 발표에서는 주범으로 지목됐었던 채헌덕과 부조종사 최석만은 전혀 언급되지 않았다.
조중훈 당시 대한항공 사장은 내무부의 초기 수사 발표 다음날인 12월 16일 기자회견을 통해 "내무부장관과 치안국장이 '확증은 없으나 추리에 의한 추정이다. 15일 발표는 수사진행 상황을 비공식적으로 밝힌 것 뿐'이라고 내게 말했다. 최석만 부조종사는 결코 납북사건에 관련되지 않았을 것이다."라고 경찰 발표를 반박했고 이는 2개월 후 송환 피랍자 조사 발표로 확인되었다.
당시 야당이었던 신민당은 "이 사건이 간첩 조창희의 단독 범행임이 드러남으로써 그동안 당국이 벌였던 수사나 납북 직후의 발표가 얼마나 졸렬했느냐는 것이 증명되었다"며 내무장관과 수사 책임자들의 문책을 요구했다.